# Castellania de Lilla
La castellania de Lilla (en flamenc Rijsel) fou una jurisdicció feudal del comtat de Flandes. La castellania es va constituir a la segona meitat del segle xi.
El primer castellà (a vegades vescomte o burggravi) fou Roger I que ja ho era el 1097. Apareix esmentat fins al 1127 i al mateix temps apareix també Bernold que sembla que governaven conjuntament però la relació entre els dos és desconeguda. Roger va deixar un fill, Robert, que el va succeir i va morir vers 1138. El següent castellà esmentat és Enric, casada amb Beatriu castellana de Bourburg, documentat el 1150. Segueix Lambert, que devia governar conjuntament amb l'anterior i és esmentat al mateix temps. Posteriorment apareix Renald de Lille, constata el 1163 i casat amb Matilde de Wavre, fill de Roger III de Wavrin. Al seu darrere consta Hug, el 1169, casat amb Adelaida de Guînes, vídua d'Arnold de Gant, comte de Guînes (1137-1139) que després es va casar amb Robert de Wavrin.
Els burggravis van subsistir encara un segle i mig més, fins al 1304 quan el feu fou incorporat als dominis reials de França.